# Luton Town Football Club

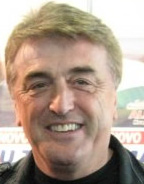
Radomir Antić anotó el gol que logró que el Luton ascendiera a la máxima categoría en 1983

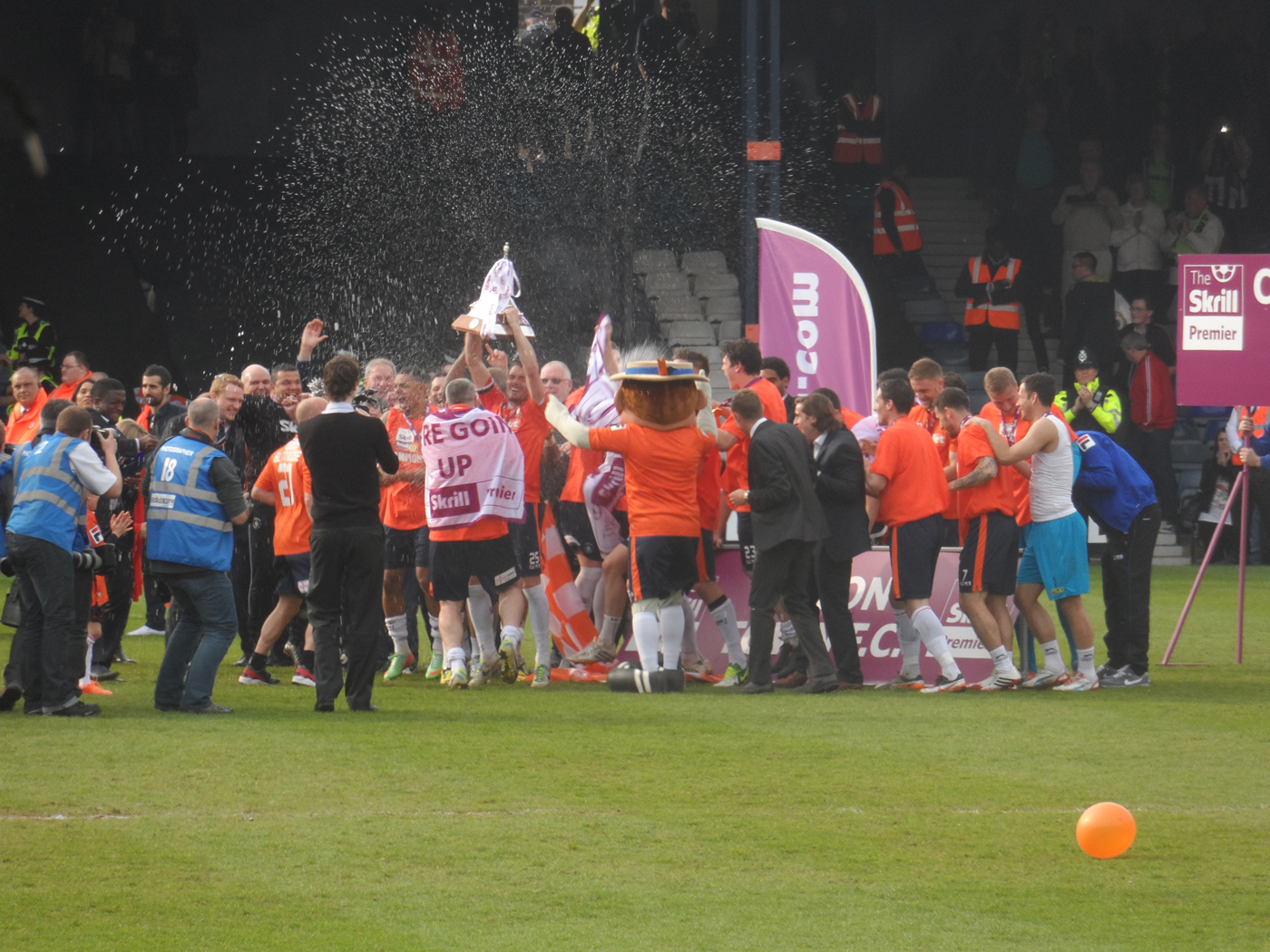
Celebración del Luton Town tras ganar la Football Conference en 2014

El Luton Town Football Club es un club inglés de fútbol profesional, basado en el pueblo de Luton, Bedfordshire. Fue fundado el 11 de abril de 1885, tras la fusión del Luton Town Wanderers y el Excelsior. Jugará en la English Football League One desde la temporada 2025-26, la tercera categoría del fútbol inglés.

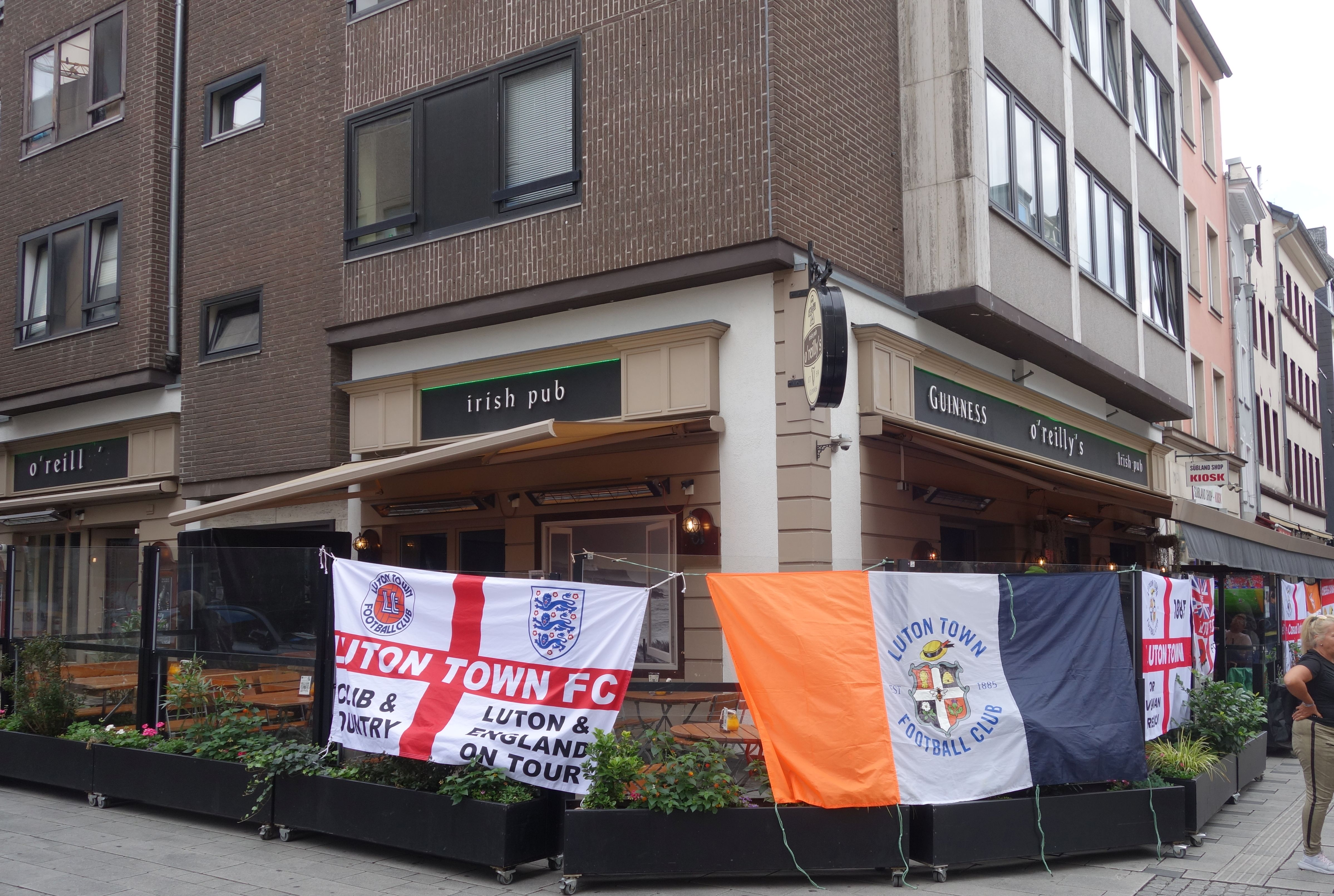
Sede del club.

## Historia
El Luton Town Football Club se fundó el 11 de abril de 1885. Antes de esto, había muchos clubes en la ciudad, los más destacados eran Luton Wanderers y Luton Excelsior. A un jugador de Wanderers, George Deacon, se le ocurrió la idea de un club 'Town' que incluiría a los mejores jugadores de Luton. El secretario de Wanderers, Herbert Spratley, aprovechó la idea de Deacon y organizó una reunión secreta el 13 de enero de 1885 en las aulas de la escuela St Matthews en High Town. El comité de Wanderers decidió cambiar el nombre del club a Luton Town, lo que no fue bien recibido por la comunidad en general. Los periódicos locales se refirieron al club como 'Luton Town (late Wanderers)'. Cuando George Deacon y John Charles Lomax organizaron una reunión pública con el propósito de formar un 'Luton Town Football Club', Spratley protestó, diciendo que ya había un club de Luton Town; y el ambiente era tenso cuando se convocó la reunión en el ayuntamiento el 11 de abril de 1885. La reunión, a la que asistieron la mayoría de los amantes del fútbol de la ciudad, se enteró de la reunión secreta de enero de Spratley y rechazó sus objeciones. Se aprobó la moción para formar un 'Luton Town Football Club', presentada por GH Small y secundada por EH Lomax. Se eligió un comité del club por votación y se acordó que los colores del equipo serían camisetas y gorras rosa y azul oscuro. Inicialmente con base en el campo Dallow Lane de Excelsior, Luton Town comenzó a realizar pagos a ciertos jugadores individuales en 1890. Al año siguiente, Luton se convirtió en el primer club en el sur de Inglaterra en ser completamente profesional. El club fue miembro fundador de la Southern Football League en la temporada 1894-1895 y terminó subcampeón en sus dos primeras temporadas. Luego se fue para ayudar a formar la United League y quedó en segundo lugar en la temporada inaugural de esa liga antes de unirse a la Football League (entonces con sede principalmente en el norte y centro de Inglaterra) para 1897–98, al mismo tiempo mudándose a un nuevo terreno en Carretera Dunstable. El club continuó ingresando a un equipo en la United League durante dos temporadas más y ganó el título en 1897-1898. La mala asistencia, los altos salarios y los altos costos de viaje y alojamiento que resultaron de la distancia de Luton del corazón del norte de la Liga de Fútbol paralizaron financieramente al club e hicieron que competir en esa liga fuera demasiado costoso. Por lo tanto, se organizó un regreso a la Liga Sur para la temporada 1900-01.
En la temporada 1967-68, sale campeón de la cuarta división nacional de manera muy cómoda, ascendiendo así a la tercera división nacional para le temporada siguiente
El Luton Town, de forma muy sufrida, logra finalizar 2° en la tabla general de la Tercera División inglesa 1969-70, valiéndole esto el ascenso a la segunda división de su país, categoría en la que jugaría durante 4 temporadas consecutivas antes de cometer una hazaña aún mayor.
Tras quedar subcampeón en la Segunda División del año 1973-74, el Luton Town ascendería a Primera División; sin embargo, una nefasta temporada, que lo dejaría 20° entre 22 equipos, deja a Luton Town  en zona de descenso. 
Juega en la segunda categoría durante 7 temporadas seguidas. Tras coronarse campeón de la Segunda División Inglesa 1981-82, el club asciende a First Division (primera división de Inglaterra), en la que competiría ininterrumpudamente hasta la temporada 1991-92. En ninguna de esas 10 temporadas tendría participaciones memorables, teniendo como mejor resultado un 7° lugar en una de esas temporadas. Sin embargo en 1988 ganaron la copa de la liga al derrotar 3-2 a Arsenal en Wembley.  Después de descender de la Football League (en su última edición y así perdiendo el derecho a ser un club fundador de la Premier League.). Estuvo durante 4 temporadas hasta 1996 dónde descendieron cómo colistas a tercera división. No pudieron salir de su bache y problemas económicos, en la temporada 2000/01 descendieron a cuarta división, aunque volvieron un año después. En tercera división estuvieron mediando la tabla hasta la temporada 2004/05 en dónde volvieron a championship. 9 años después. En su primera temporada de regreso lograron un cómodo 10°. Aunque en la temporada siguiente (2006/07) descendieron cómo penúltimos (23), en su retorno a League One descendieron cómo colistas con tan solo 33 puntos (aunque esto en parte fue gracias a una deducción de 10 puntos por los problemas económicos aún latentes) , para la temporada 2008/09 se le dedujeron 30 puntos. La deducción de puntos más severa en la historia de la Football League. Lograron 26 puntos (hubiesen sido 56 en una situación normal). Lo que los hizo descender de la Football League hacia la Conference. En su primera temporada en el fútbol semiprofesional (y aún con riesgo de una liquidación potencial). Lograron ser 2° a 11 del campeón Stevenage, aunque perdieron en la final de la eliminatoria ante York City. en la temporada 2010/11 fueron 3°, lograron derrotar en la semifinal de la eliminatoria a Wrexham con un global de 5-1, pero perdieron en la final en Etihad Stadium ante Wimbledon por penales. No fue hasta 2014 que el Luton volvió a la Football League. Saliendo campeón de la Conference. En la temporada de su regreso al fútbol profesional. La 2016/17 llegaron a la semifinal del Play-off de League Two pero perdieron contra Blackpool. A la temporada siguiente fueron 2°, logrando así su ascenso a League One, en su primera temporada de regreso. Salieron campeones de League One con 94 puntos. Volviendo así a Championship 13 años después. En su temporada de regreso lograron una milagrosa salvación, Ganándole al Hull City (su rival directo y equipo cuya esta derrota significó su descenso) 0-1 con gol de Kazenga LuaLua al minuto 85. En la temporada 2020/21 consiguieron un tranquilo 13° puesto, a 19 puntos del descenso. En la temporada 2021/22 quedarían en el puesto 6°, el cual los clasificaba a los play-offs de ascenso de la EFL Championship, donde enfrentarían a Huddersfield Town en las semifinales. Lograron un empate 1-1 en casa, pero lamentablemente perdieron en la vuelta 1-0 con gol de Jordan Rhodes al minuto 82, quedándose así otra temporada más en Championship.
En la temporada 2022-23, el Luton terminó 3°, lo que le dio un cupo a los play-off de ascenso, donde en la semifinales derrotó al Sunderland con un global de 3-2, avanzando así a la final en Wembley, donde terminaría ascendiendo por primera vez a la Premier League tras empatar con el Coventry City con marcador de 1-1, y ganado en penales 5-6. El futbolista Mpanzu se convirtió en el primer jugador del futbol inglés en ascender de 5.ª división a 1.ª con un mismo equipo.
Luton finalizó la temporada 2023-24 en la decimoctava posición de la Premier League y confirmó su descenso a la segunda división. El equipo llegó a la última fecha de la liga con una posibilidad remota de mantenerse en primera, pero una derrota frente al Fulham por 4-2 de local puso fin a sus esperanzas.

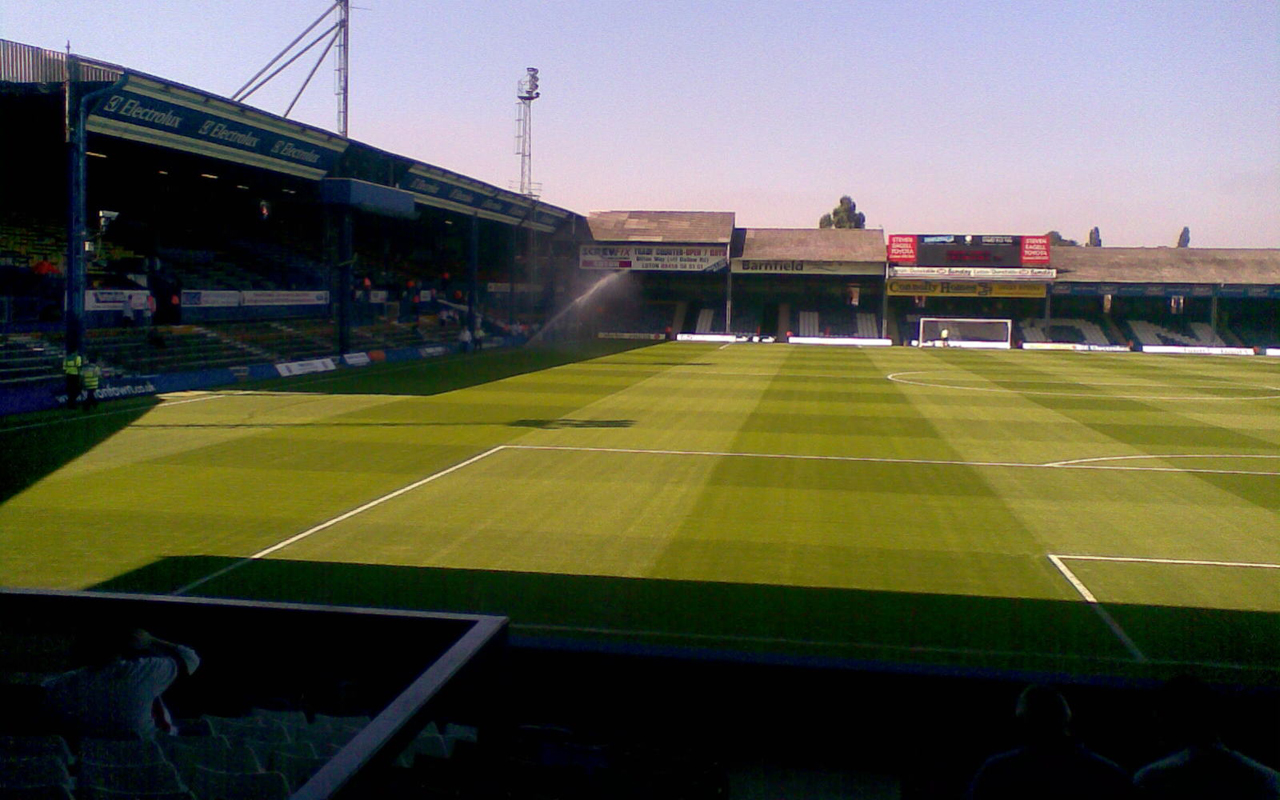
El Kenilworth End en 2007.

## Uniforme
- Uniforme titular: Camiseta naranja, pantalón azul marino, medias naranjas.
- Uniforme alternativo: Camiseta blanca, pantalón blanco, medias blancas.
- Tercer uniforme: Camiseta morada, pantalón morado, medias moradas.

## Estadio
El primer estadio del Luton Town fue Dallow Lane, el antiguo estadio del Excelsior. Este estadio se encontraba próximo a la línea del ferrocarril de Dunstable a Luton, y en variadas ocasiones los jugadores alegaban tener problemas para ver la pelota debido al humo de los trenes. Fuertes problemas financieros durante la temporada 1896-97 obligaron al club a vender el estadio, y como resultado el equipo se movió al Dunstable Road, campo que se encontraba entre ese camino y las líneas del ferrocarril. El nuevo estadio fue inaugurado por el Duque de Bedford, quien donó £50 de las £800 que se requerían para la construcción.

## Palmarés

### Torneos nacionales (1)
- Copa de la Liga (1): 1988
- Football League Second Division (1): 1981-82
- Football League One (2): 2004-05, 2018-19
- Football League Third Division South (1): 1936-37
- Football League Fourth Division (1): 1967-68
- Conference National (1): 2013-14